# Planeta menor
Els planetes menors són cossos celestes del sistema solar que orbiten al voltant del Sol (o d'altres sistemes planetaris orbitant altres estrelles) més grans que els meteoroides però més petits que els planetes. El terme "planeta menor" a vegades s'utilitza com a sinònim d'asteroide però això és tècnicament incorrecte; els asteroides són un grup de planetes menors, una categoria que també inclou els objectes transneptunians i altres cossos menors. El terme planetoide també s'utilitza com a sinònim de planeta menor, normalment per a designar els de diàmetre més gran, com els que la UAI ha anomenat planeta nan des de 2006.
Els planetes menors es divideixen en grups i famílies segons les seves característiques orbitals. Habitualment els grups es bategen amb el nom del primer membre descobert (que normalment és també el més gran). La diferència entre grups i famílies es troba en què els lligams dinàmics entre els membres d'un grup són relativament fluixos mentre que les famílies estan més fortament "lligades" i es van originar, molt probablement, com a resultat de la destrucció d'un planeta menor més gran en algun moment del passat. El primer astrònom que les va catalogar va ser el japonès Kiyotsugu Hirayama el 1918, per això se solen anomenar famílies d'Hirayama en honor seu.

## Famílies del cinturó d'asteroides
Les famílies d'asteroides més importants són:
- La família Eos té un semieix major d'entre 2,99 i 3,03 ua, una excentricitat d'entre 0,01 i 0,13, i una inclinació d'entre 8º i 12º. Batejats així per (221) Eos, ~480 membres coneguts.
- La família Temis té un semieix major d'entre 3,08 i 3,24 ua, una excentricitat d'entre 0,09 i 0,22, i una inclinació de menys de 3º. Batejats així per (24) Temis, ~535 membres coneguts.
- La família Coronis té un semieix major d'entre 2,83 i 2,91 ua, una excentricitat menor de 0,11, i una inclinació de menys de 3,5º. Batejats així per (158) Coronis, ~310 membres coneguts.
- La família Eunòmia té un semieix major d'entre 2,5 i 2,75 ua, una excentricitat d'entre 0,1 i 0,2, i una inclinació d'entre 13° i 20°. Batejats així per (15) Eunòmia, ~370 membres coneguts.
- La família Flora té un semieix major d'entre 2,1 i 2,3 ua i una inclinació de menys de 11º. Batejats així per (8) Flora, ~590 membres coneguts. També anomenada la família Ariadna per (43) Ariadne.
- La família Nisa té un semieix major d'entre 2,41 i 2,5 ua, una excentricitat d'entre 0,12 and 0,21, i una inclinació d'entre 1,5º and 4,3º. Batejats així per (44) Nisa, ~375 membres coneguts. També anomenada la família Herta per (135) Herta.
- La família Maria té un semieix major d'entre 2,5 i 2,706 ua i una inclinació d'entre 12º and 17º. Batejats així per (170) Maria, ~80 membres coneguts.

## Grups interiors a l'òrbita de la Terra
Hi ha molt pocs asteroides amb òrbites tan properes al Sol. Alguns d'aquests grups són hipotètics i no tenen cap membre conegut.
- Vulcanoides: són asteroides hipotètics amb un afeli de menys de 0,4 ua, és a dir, que orbiten enterament dins de l'òrbita de Mercuri. No se n'ha descobert cap.
- Asteroides Apohele, també coneguts com a asteroides Atira tenen afelis de menys d'1 ua, o sigui que orbiten completament dins de l'òrbita de la Terra. Se'n coneixen dos: 2003 CP20 i 2004 JG₆. "Apohele" és una paraula hawaiana que significa "òrbita". S'han proposat altres noms per a aquest grup: Inner-Earth Objects (IEO's) i Anons (com en Anònims).
- Asteroides Arjuna: objectes vagament definits com aquells que tenen òrbites semblants a la terrestre, és a dir, amb un semieix major proper a 1 ua, baixa excentricitat i poca inclinació. Actualment aquest grup no conté cap membre, però degut a la vaguetat de la definició alguns dels asteroides Apohele, Amor, Apol·lo o Aton s'hi podrien incloure. Aquest terme va ser introduït pel Spacewatch.
- Troians de la Terra: asteroides localitzats en els punts de Lagrange L₄ i L₅ del sistema Sol-Terra. La seva posició en el cel, observats des de la Terra, es trobaria fixada a uns 60º a l'est i a l'oest del Sol. L'any 2010 es va descobrir el primer troià terrestres, el 2010 TK7, gràcies a un equip d'astrònoms utilitzant el satèl·lit WISE de la NASA.

## Grups entre les òrbites de la Terra i Mart
- Asteroides Aton
- Asteroides Apol·lo
- Asteroides Amor
- Asteroides que creuen l'òrbita de Mart
- Troians de Mart

## Grups entre les òrbites de Mart i Júpiter
Hi ha molts asteroides en aquesta regió. És on està situat el cinturó principal.

## Grups exteriors a l'òrbita de Júpiter
La majoria dels planetes menors que es troben més enllà de l'òrbita de Júpiter estan compostos per gels i altres substàncies volàtils. Molts són semblants als cometes, amb l'única diferència que el periheli de les seves òrbites dista massa del Sol com per a produir una cua cometària apreciable.
- Damocloides, anomenats així per (5335) Damocles, són objectes que han "caigut" del núvol d'Oort de forma que el seu afeli encara es troba més enllà d'Urà però el seu periheli està situat a la part interna del sistema solar. Tenen excentricitats altes i a vegades inclinacions altes i òrbites retrògrades. La definició exacta d'aquest grup no està clara i es pot superposar amb la dels cometes.
- Centaures: tenen semieixos majors entre les 5,4 i les 30 ua. Es creu que són objectes transneptunians que van "caure" cap a dins del sistema solar a causa d'un encontre amb algun gegant gasós. El primer centaure que es va descobrir fou (2060) Quiró i des de llavors tots reben noms de centaures de la mitologia grega, i d'aquí ve el seu nom.
- Troians de Neptú: només se'n coneixen dos, 2001 QR322 i 2004 UP10.
- Objectes transneptunians, sovint anomenats TNO per les sigles del seu nom en anglès: Trans-Neptunian Objects, són qualsevol objecte amb un semieix major més gran de 30 ua, és a dir, amb òrbites més llunyanes que la de Neptú, aproximadament. Aquest grup inclou els objectes del cinturó de Kuiper, els objectes de disc dispers i el núvol d'Oort.
  - Objectes del Cinturó de Kuiper, sovint anomenats KBO per les sigles del seu nom en anglès: Kuiper Belt Objects, s'estenen entre les 30 i les 50 ua, aproximadament, i es divideixen en els següents grups:
    - Plutís són KBO's que estan en ressonància orbital 2:3 amb Neptú. El seu periheli és molt proper a l'òrbita de Neptú però quan un plutí arriba al seu periheli, Neptú es troba 90° per davant o 90° per darrere de l'objecte, de manera que no hi ha possibilitat de col·lisió. El MPC defineix els plutins com aquells objectes amb semieixos majors entre les 39 i les 40,5 ua. Aquestes característiques orbitals són les mateixes que les de Plutó (classificat recentment com a planeta menor, ja que abans es considerava un planeta), i d'ell han pres el nom.
    - Cubewanos, també coneguts amb el nom de "KBO's clàssics", són objectes del cinturó de Kuiper que no han estat dispersats ni tampoc han quedat lligats en una ressonància orbital amb Neptú. Tenen semieixos majors entre les 40,5 i les 47 ua. Batejats així degut al nom provisional del primer membre descobert 1992 QB1. En anglès QB1 es pronuncia /kju:bwan/.
    - Hi ha d'altres grups classificats segons la ressonància orbital amb Neptú, però encara no han rebut cap nom oficial. De forma no oficial, els objectes amb ressonància 2:1 s'anomenen twotinos i tenen un semieix major de 48 ua i una excentricitat de 0,37. S'han trobat objectes en les ressonàncies 2:5 (semieix major de 55 ua), 4:5, 4:7, 3:5 i 3:4.

  - Objectes del disc dispers: també anomenats SDO per les sigles del seu nom en anglès: scattered-disk objects. Tenen òrbites molt llunyanes amb afelis de fins a centenars d'unitats astronòmiques. Es pensa que són antics objectes del cinturó de Kuiper que es van trobar amb Neptú i van ser "dispersats" cap a òrbites molt el·líptiques de període llarg, però amb perihelis no gaire llunyans de l'òrbita de Neptú. Exemples notables són: Eris, 2004 XR190 i 1996 TL66.
  - El Núvol d'Oort és una hipotètica agrupació de cometes amb semieixos majors entre les 50.000 i les 100.000 ua. De moment no s'ha trobat cap objecte del núvol d'Oort. Alguns astrònoms han suggerit que Sedna podria pertànyer al núvol d'Oort, encara que això significaria que el límit interior del núvol es troba molt més a prop del Sol del que es pensa actualment.

## Història
El primer planeta menor va ser Ceres, descobert l'1 de gener de 1801 pel italià Giuseppe Piazzi. Ceres va ser considerat originalment un nou planeta, encara que després se li va rebaixar a asteroide o planeta menor, i des de 2006 està classificat com a planeta nan. William Herschel, descobridor de Urano, va encunyar el terme «asteroide» per als primers objectes descoberts en el segle xix, els quals orbiten el sol entre Mart i Júpiter, i generalment en una òrbita de baixa excentricitat relativa. Des de llavors s'han trobat planetes menors en totes les òrbites planetàries des de Mercuri fins a Neptú, i un nombre creixent d'objectes transneptunians (en anglès: trans neptunian objects o TNO) més enllà de l'òrbita de Neptú.
Els planetes menors es classificaven en grups i famílies basats en les característiques de les òrbites. A més d'aquestes extenses divisions, s'acostumava a anomenar un grup d'asteroides a partir del primer membre del grup descobert (normalment el més gran). Mentre que els “grups” són associacions dinàmiques relativament soltes, les “famílies” són més estables i coherents. Les «famílies» només es reconeixen dins del cinturó d'asteroides, i van ser reconegudes per primera vegada per Kiyotsugu Hirayama en 1918, sent anomenades «famílies Hirayama» en el seu honor.
Eris és un planeta nan i un satèl·lit, però abans fur planetoide.

## Propietats físiques dels cometes i planetes menors
La Comissió 15 de l'Unió Astronòmica Internacional es dedica a l'Estudi Físic de Cometes i Planetes Menors.
Les dades d'arxiu sobre les propietats físiques dels cometes i planetes menors es troben a l'arxiu PDS Asteroid/Dust Archive. Inclou característiques físiques estàndard dels asteroides com les propietats dels sistemes binaris, temps i diàmetres d'ocultació, masses, densitats, períodes de rotació, temperatures superficials, albedos, vectors d'espín, taxonomia i magnituds i pendents absoluts. A més, European Asteroid Research Node (E.A.R.N.), una associació de grups de recerca d'asteroides, manté una Base de Dades de Propietats Físiques i Dinàmiques d'Asteroides Propers a la Terra.

## Propietats mediambientals
Les característiques ambientals tenen tres aspectes: ambient espacial, ambient superficial i ambient intern, incloent-hi propietats ambientals geològiques, òptiques, tèrmiques, radiològiques, etc., que són la base per comprendre les propietats bàsiques dels planetes menors, dur a terme investigacions científiques, i també són una base de referència important per dissenyar la càrrega útil de les missions d'exploració

### Entorn de radiació
Sense la protecció d'una atmosfera i el camp magnètic intens, la superfície del planeta menor està directament exposada a l'entorn de radiació circumdant. En l'espai còsmic on es troben els planetes menors, la radiació a la superfície dels planetes es pot dividir en dues categories segons les seves fonts: una prové del sol, incloent radiació electromagnètica del sol, i radiació ionitzant del vent solar i partícules d'energia solar; l'altra prové del sol fora del sistema solar, és a dir, rajos còsmics galàctics, etc.

### Entorn òptic
Normalment, durant un període de rotació d'un planeta menor, l'albedo d'un planeta menor canviarà lleugerament a causa de la seva forma irregular i la distribució desigual de la composició material. Aquest petit canvi es reflectirà en el canvi periòdic de la corba de llum del planeta, que pot ser observada per equips terrestres, per tal d'obtenir la magnitud del planeta, el període de rotació, l'orientació de l'eix de rotació, la forma, la distribució de l'albedo i les propietats de dispersió. En general, l'albedo dels planetes menors sol ser baix, i la distribució estadística global és bimodal, corresponent a planetes menors de tipus C (mitjana 0,035) i de tipus S (mitjana 0,15). A la missió d'exploració de planetes menors, el mesurament de l'albedo i dels canvis de color de la superfície del planeta és també el mètode més bàsic per conèixer directament la diferència en la composició material de la superfície del planeta.

### Entorn geològic
L'entorn geològic de la superfície dels planetes menors és similar al d'altres cossos celestes desprotegits, sent el tret geomorfològic present més estès els cràters d'impacte: no obstant això, el fet que la majoria dels planetes menors siguin enderrocs , estructures soltes i poroses, confereix a lacció dimpacte sobre la superfície dels planetes menors unes característiques úniques. En planetes menors molt porosos, els petits impactes produeixen mantells de esquitxades similars als impactes comuns: mentre que en els grans impactes predomina la compactació i és difícil que es formin mantells de esquitxades, i com més temps reben els planetes aquests grans impactes, més gran és la densitat general. A més, l'anàlisi estadística dels cràters d'impacte és un mitjà important per obtenir informació sobre l'edat de la superfície d'un planeta. Tot i que el mètode de datació Crater Size-Frequency Distribution (CSFD), comunament utilitzat en superfícies de planetes menors, no permet obtenir edats absolutes, es pot utilitzar per determinar les edats relatives de diferents cossos geològics a efectes comparatius. A més de l'impacte, hi ha una varietat d'altres efectes geològics rics a la superfície dels planetes menors, com el desgast de massa en vessants i parets de cràters d'impacte, trets lineals a gran escala associats amb graben, y el transporte electrostático de polvo. Mitjançant l'anàlisi dels diversos processos geològics a la superfície dels planetes menors, és possible conèixer la possible activitat interna en aquesta etapa i part de la informació evolutiva clau sobre la interacció a llarg termini amb el medi extern, cosa que pot conduir a alguna indicació de la naturalesa de lorigen del cos progenitor. Molts dels planetes més grans solen estar coberts per una capa de sòl (regolita) de gruix desconegut. En comparació amb altres cossos sense atmosfera del sistema solar (per exemple, la Lluna), els planetes menors tenen camps gravitatoris més febles i són menys capaços de retenir material de gra fi, cosa que es tradueix en una mida una mica més gran de la capa de terra superficial. Les capes de sòl estan inevitablement sotmeses a una intensa meteorització espacial que n'altera les propietats físiques i químiques a causa de l'exposició directa a l'entorn espacial circumdant. En els sòls rics en silicats, les capes externes de Fe es redueixen a Fe en nanofase (np-Fe), que és el principal producte de la meteorització espacial. En el cas d'alguns planetes petits, les seves superfícies estan més exposades en forma de còdols de diverses mides, de fins a 100 metres de diàmetre, a causa de la seva menor atracció gravitatòria. Aquestes roques són de gran interès científic, ja que poden ser material profundament enterrat excavat per l'acció d'un impacte o fragments del cos mare del planeta que han sobreviscut. Les roques proporcionen informació més directa i primitiva sobre el material de l'interior del planeta menor i la naturalesa del cos mare que la capa de sòl, i els diferents colors i formes de les roques indiquen diferents fonts de material a la superfície del planeta menor o diferents processos evolutius.

### Entorn magnètic
Normalment, a l'interior del planeta, la convecció del fluid conductor generarà un camp magnètic gran i fort. No obstant això, la mida d'un planeta menor és generalment petit i la majoria dels planetes menors tenen una estructura de "pila de pedra triturada", i bàsicament no hi ha una estructura de "dinamo" al seu interior, de manera que no generarà un camp magnètic dipolar autogenerat com la Terra. Però alguns planetes menors sí que tenen camps magnètics, perquè, d'una banda, alguns planetes menors tenen magnetisme romanent: si el cos progenitor tenia un camp magnètic o si el cos planetari proper té un fort camp magnètic, les roques del cos progenitor es magnetitzaran durant el procés de refredament i el planeta format per la fissió del cos progenitor seguirà conservant romanència, que també es pot detectar en meteorits extraterrestres dels planetes menors; d'altra banda, si els planetes menors estan compostos de material conductor de l'electricitat i la seva conductivitat interna és similar a la dels meteorits que contenen carboni o ferro, és probable que la interacció entre els planetes menors i el vent solar sigui de inducció unipolar, donant lloc a un camp magnètic extern per al planeta menor. A més, els camps magnètics dels planetes menors no són estàtics; els impactes, la meteorització a l'espai i els canvis a l'ambient tèrmic poden alterar els camps magnètics existents dels planetes menors. En l'actualitat, no hi ha gaires observacions directes de camps magnètics de planetes menors, i els pocs projectes de detecció de planetes existents solen portar magnetòmetres, amb alguns objectius com Gaspra i Braille s'ha mesurat que tenen forts camps magnètics propers, mentre que altres com Lutetia no tenen camp magnètic.